# Lionel Wilmot Brabazon Rees
Lionel Wilmot Brabazon Rees, britanski častnik, vojaški pilot in letalski as, * 31. julij 1884, Caernarvon, † 28. september 1955, Bahami.
Rees je med prvo svetovno vojno dosegel 8 zračnih zmag.